# ФК Бурсаспор
ФК Бурсаспор (тур. Bursaspor Kulübü) је турски фудбалски клуб из Бурсе. Клуб је основан 1. јуна 1963. и носи надимак Зелени крокодили. Тренутно се такмичи у Суперлиги Турске.
Клуб је једном освојио титулу Суперлиге Турске, у сезони 2009/10, чиме је постао тек други клуб изван Истанбула који је постао првак Турске (први је Трабзонспор). Такође су освојили Куп Турске 1986. године, а два пута је био и првак Прве лиге Турске (друга лига). Највећи успех клуба у европским такмичењима је било учешће у Купу победника купова у сезони 1974/75., када је клуб стигао до четвртфинала. Клуб је учествовао у групној фази УЕФА Лиге шампиона у сезони 2010/11.

## Успеси
- Суперлига Турске
  - Првак (1): 2010.
- Прва лига Турске (друга лига)
  - Првак (2): 1967, 2006.
- Куп Турске
  - Победник (1): 1986
  - Финалиста (3): 1971, 1974, 1992, 2012.
- Суперкуп Турске
  - Финалиста (2): 1986, 2010.
- Куп Премијера:
  - Првак (2): 1971, 1992.
  - Финалиста (1): 1974.

## Стадион
Бурсаспор своје утакмице игра на Бурса Ататурк стадиону у Бурси. Стадион је изграђен 1979, а има капацитет од 25.213 седећих места. Пројекат проширења стадиона на капацитет од 34.750 места је представљен 10. јула 2009. турским медијима, заједно са покривањем свих трибина. Очекује се да радови буду завршени пре или током сезоне 2011/12.

## ФК Бурсаспор у европским такмичењима
| Сезона   | Такмичење            | Резултат      | Држава          | Клуб               | Дом. | Гост |
| -------- | -------------------- | ------------- | --------------- | ------------------ | ---- | ---- |
| 1974/75. | Куп победника купова | 1. коло       | Република Ирска | Фин Харпс          | 4:2  | 0:0  |
|          |                      | 2. коло       | Шкотска         | Данди јунајтед     | 1:0  | 0:0  |
|          |                      | четвртфинале  | Совјетски Савез | Динамо Кијев       | 0:1  | 0:2  |
| 1986/87. | Куп победника купова | 1. коло       | Холандија       | Ајакс              | 0:2  | 0:5  |
| 1995.    | Интертото куп        | група 10      | Енглеска        | Вимблдон           |      | 4:0  |
|          |                      | група 10      | Израел          | Беитар Јерусалим   | 2:0  |      |
|          |                      | група 10      | Белгија         | Шарлроа            |      | 2:0  |
|          |                      | група 10      | Словачка        | Кошице             | 1:1  |      |
|          |                      | осмина финала | Грчка           | ОФИ Крит           | 2:1  |      |
|          |                      | четвртфинале  | Њемачка         | Карлсруер          | 3:31 |      |
| 2010/11. | УЕФА Лига шампиона   | група Ц       | Енглеска        | Манчестер јунајтед | 0:3  | 0:1  |
|          |                      | група Ц       | Шпанија         | Валенсија          | 0:4  | 1:6  |
|          |                      | група Ц       | Шкотска         | Ренџерс            | 1:1  | 0:1  |

1 Карлсруе прошао даље након бољег извођења једанаестераца